# Floradas na serra
Floradas na serra è un film drammatico del 1954 diretto da Luciano Salce.

## Trama
Nella bella città brasiliana di Campos do Jordão, Lucilia, una ragazza giovane e piena di vita, durante una normale visita medica scopre di essere affetta da tubercolosi, ed è quindi costretta al ricovero in una clinica specializzata. Dopo un po' di tempo, però, fugge dalla struttura: giunta alla stazione ferroviaria incontra Bruno, da cui si sente subito attratta. Avendo perso il treno torna nel sanatorio, in cui anche l'uomo deve ricoverarsi. In seguito a quest'incontro, la tubercolosi di Lucilia regredisce; ma quando Bruno comincia a rivolgere le sue attenzioni a Olivia, un'altra ragazza curata nella stessa clinica, Lucilia improvvisamente peggiora, mentre l'uomo dà costanti segni di ripresa. Lucilia, persa infine ogni speranza di guarigione, non potrà fare altro che ricordare i passati giorni d'amore.

## Produzione
Tratto dal romanzo omonimo di Dinah Silveira de Queiroz, è il secondo dei due lungometraggi che Salce realizzò durante il suo soggiorno in Brasile: la sceneggiatura fu invece opera di un giovanissimo Fabio Carpi.